# Micropsitta finschii
El microloro de Finsch (Micropsitta finschii) es una especie de ave psitaciforme de la familia Psittaculidae que vive en las islas Bismarck y Salomón. Tanto su nombre científico como el común conmemoran al naturalista y etnógrafo alemán Friedrich Hermann Otto Finsch  (1839 - 1917).

## Descripción
El microloro de Finsch (Micropsitta finschii) se caracteriza por tener casi todo su plumaje de color verde esmerada, incluidos el cuello y el rostro (un rasgo único dentro del género Micropsitta). Mide una media de 9,5 cm de largo y pesa alrededor de 12 g. Existen algunas pequeñas diferencias en las coloración del píleo, mejillas y centro del vientre según las subespecies, y en algunas los machos y hembras pueden diferenciarse por tener las mejillas o el vientre de distinto color.

## Taxonomía
El microloro de Finsch pertenece al género Micropsitta (microloros). A su vez Micropsitta pertenece a la familia Psittaculidae. La subespecie Micropsitta finschii se divide en cinco subespecies:
- Micropsitta f. finschii se encuentra en las islas de Ugi, Makira y Rennell (al sur de las Islas Salomón). Los machos tienen la mejillas azules alrededor del pico y una mancha anaranjada en el centro del abdomen. Las hembras carecen de la mancha naranja y tienen las mejillas alrededor del pico rosadas.
- Micropsitta f. nanina se encuentra en as islas de Santa Isabel, Bugotu y Choiseul (al norte de las islas Salomón), además de Bougainville (Papúa Nueva Guinea). Los adultos tienen una mancha azul en el píleo.
- Micropsitta f. viridifrons se encuentra en las islas de Lihir y Tabar, Nueva Hanover, Nueva Irlanda del archipiélago Bismarck, Papua New Guinea). Los adultos tienen una gran mancha azul en el píleo y a tonos azules también a los lados del rostro.
- Micropsitta f. tristami se encuentra en Vella Lavella, Gizo, Kolombangara, Nueva Georgia, Rubiana y Rendova (en el este de las islas Salomón). Los adultos carecen de las manchas azules y naranjas
- Micropsitta f. aolae presente en Guadalcanal, Malaita, islas Florida y Russell (en el centro de las Salomón). Los adultos tienen las partes superiores más oscuras y tienen una mancha azul en el píleo.

## Distribución y hábitat
Se extiende desde las islas Bismarck (Papua Nueva Guinea) y el archipiélago de las islas Salomón. Cada subespecie se distribuye por las islas de una región: M.f. finschii se encuentra en el sur de las islas Salomón, M.f. aolae ocupa el centro de las islas Salomón, M.f. tristami está presente en el este de las islas Salomón, M.f. nanina ocupa el norte de las Islas Salomón y el extremo este de Papúa Nueva Guinea, y M.f viridifrons está en las islas Bismarck pertenecientes a Papúa Nueva Guinea. Algunas subespecies solapan parte de su área de distribución. Estos microloros se encuentran en las selvas tropicales, hasta 900 m s. n. m. Se encuentran tanto en el interior de los bosques como sobre la vegetación de las riberas de los ríos. Son especies arborícolas y suelen anidar en los termiteros de las termitas arbóreas. Escavan un túnel en ellos y también los usan para dormir.

## Comportamiento

### Alimentación
Buscan su alimento trepando por los troncos y las ramas de los árboles, y son capaces de descender boca abajo. Usan su cola rígida como apoyo contra el tronco mientras se alimentan. Comen hongos y líquenes de la corteza de los árboles, además de semillas de los árboles del género Casuarina, en los que se encuentra con frecuencia. Algunos individuos se unen a bandadas mistas que se desplazan despacio en busca de alimento.

### Sonidos
El cando del microloro de Finsch es una serie repetitiva de silbidos. Cada silbido consta de un sonido “twiit-tiit” , donde el segundo “twiit” es más agudo y prolongado. Además emiten diversos chirridos y parloteos.

### Reproducción
Los microloros de Finsch a menudo se encuentran en parejas o pequeños grupos (de 3-6 individuos). Los grupos suelen incluir alguna pareja monógama, al menos por un año. La época de cría va desde marzo a mayo y la puesta típica contiene uno o dos huevos. Ambos miembros de la pareja cuidan a los pollos altriciales, y la relación entre los progenitores y la descendencia suele prolongarse.